# Nick's Blues
Nick’s Blues (titre original : Nick’s Blues) est un roman noir de John Harvey destiné à la jeunesse publié en 2005 en France chez Syros et en 2008 en Angleterre.

## Résumé
Dans la banlieue de Londres, Nick Harman est bousculé par une bande  de jeunes voyous venant de commettre une agression. La police arrête Nick qui pense avoir reconnu dans la bande, Steve, un jeune délinquant de son quartier. Nick découvre la violence et la loi du silence. 

## Autour du livre
Nick’s Blues est publié tout d'abord en France et seulement trois ans plus tard en Angleterre.